# Campionati europei di ginnastica artistica 2011 - Concorso individuale maschile
La finale del concorso individuale maschile si è svolta l'8 aprile 2011, con inizio alle ore 14:00.

## Risultati
| Pos.    | Ginnasta              | Nazione     | Attrezzo     | Attrezzo | Attrezzo | Attrezzo  | Attrezzo  | Attrezzo | Totale |
| Pos.    | Ginnasta              | Nazione     | Corpo libero | Cavallo  | Anelli   | Volteggio | Parallele | Sbarra   | Totale |
| ------- | --------------------- | ----------- | ------------ | -------- | -------- | --------- | --------- | -------- | ------ |
| Oro     | Philipp Boy           | Germania    | 15,150       | 13,825   | 14,625   | 15,950    | 14,200    | 15,125   | 88,875 |
| Argento | Flavius Koczi         | Romania     | 15,250       | 14,575   | 14,450   | 16,100    | 14,225    | 14,225   | 88,825 |
| Bronzo  | Daniel Purvis         | Regno Unito | 15,175       | 14,125   | 14,225   | 15,900    | 14,575    | 14,350   | 88,350 |
| Bronzo  | Mykola Kuksenkov      | Ucraina     | 14,675       | 14,025   | 14,375   | 15,600    | 14,550    | 15,125   | 88,350 |
| 5       | Nikita Ignat'ev       | Russia      | 14,500       | 12,825   | 14,975   | 15,950    | 14,975    | 14,425   | 87,650 |
| 6       | Marcel Nguyen         | Germania    | 14,800       | 13,500   | 14,475   | 15,800    | 15,325    | 13,650   | 87,550 |
| 7       | Rafael Martínez       | Spagna      | 14,900       | 13,625   | 14,150   | 15,400    | 13,750    | 14,950   | 86,775 |
| 8       | Vitalij Nakonečnyj    | Ucraina     | 14,200       | 14,300   | 13,625   | 15,575    | 14,400    | 14,575   | 86,675 |
| 9       | Maksim Devjatovskij   | Russia      | 14,875       | 12,225   | 15,000   | 14,500    | 14,325    | 14,950   | 85,875 |
| 10      | Claudio Capelli       | Svizzera    | 14,325       | 13,875   | 13,850   | 14,850    | 14,875    | 13,975   | 85,750 |
| 11      | Kristian Thomas       | Regno Unito | 15,125       | 13,975   | 14,050   | 16,025    | 12,775    | 13,750   | 85,700 |
| 12      | Samuel Piasecky       | Slovacchia  | 14,125       | 13,650   | 13,300   | 15,350    | 14,600    | 14,625   | 85,650 |
| 13      | Manuel Almeida Campos | Portogallo  | 14,425       | 13,275   | 13,900   | 15,300    | 14,425    | 14,150   | 85,475 |
| 14      | Bart Deurloo          | Paesi Bassi | 14,700       | 13,250   | 13,275   | 15,950    | 13,850    | 14,400   | 85,425 |
| 15      | Dzmitryj Savicki      | Bielorussia | 14,050       | 13,750   | 14,100   | 15,575    | 14,575    | 12,950   | 85,000 |
| 16      | Cyril Tommasone       | Francia     | 13,300       | 14,300   | 13,300   | 15,200    | 14,250    | 14,550   | 84,900 |
| 17      | Daniel Groves         | Svizzera    | 14,700       | 13,525   | 13,000   | 15,525    | 14,150    | 13,825   | 84,725 |
| 18      | Roman Kulesza         | Polonia     | 13,625       | 12,800   | 13,325   | 15,450    | 14,725    | 14,600   | 84,525 |
| 19      | Filip Ude             | Croazia     | 14,900       | 14,700   | 12,450   | 14,825    | 13,025    | 14,525   | 84,425 |
| 20      | Art'ur Davt'yan       | Armenia     | 13,750       | 13,625   | 14,125   | 15,600    | 13,950    | 13,300   | 84,350 |
| 21      | Sergio Muñoz          | Spagna      | 13,500       | 13,725   | 14,275   | 15,875    | 12,650    | 13,650   | 83,675 |
| 22      | Enrico Pozzo          | Italia      | 14,000       | 11,600   | 13,625   | 15,775    | 13,925    | 14,550   | 83,475 |
| 23      | Gustavo Palma Simões  | Portogallo  | 13,900       | 13,575   | 14,475   | 13,925    | 12,900    | 12,825   | 81,600 |
| 24      | Fabian Leimlehner     | Austria     | 13,150       | 11,075   | 13,150   | 15,125    | 13,825    | 14,325   | 80,650 |